# Premis Barcelona de Cinema
Els Premis Barcelona de Cinema, també coneguts com a Premis Barcelona, eren uns guardons atorgats pel Col·legi de Directors de Cinema de Catalunya que reconeixien les millors produccions cinematogràfiques catalanes de l'any.
Aquests premis foren substituïts pels Premis Gaudí, creats el 2009.

## Historial
| Edició      | Any                    | Indret                                            |
| ----------- | ---------------------- | ------------------------------------------------- |
| I detalls   | 19 de desembre de 2002 | Seu de la SGAE a Barcelona                        |
| II detalls  | 27 de gener de 2004    |                                                   |
| III detalls | 18 de febrer de 2005   | Gran Teatre del Liceu                             |
| IV detalls  | 127 de febrer de 2006  | Gran Teatre del Liceu                             |
| V detalls   | 19 de desembre de 2006 | Sala Foyer del Gran Teatre del Liceu de Barcelona |
| VI detalls  | 6 de desembre de 2007  | Sala Foyer del Gran Teatre del Liceu de Barcelona |